# هرم

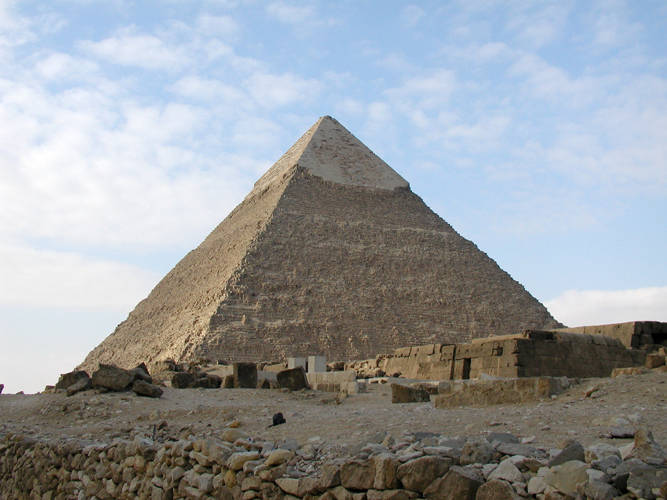
هرم خفرع بالجيزة، بني في ق. 2600 BC

الهرم هو هيكل تكون أسطحه المرئية مثلثة الشكل في الخطوط العريضة وتتقارب نحو الأعلى، مما يجعل المظهر يشبه الهرم تقريبًا بالمعنى الهندسي. يمكن أن تكون قاعدة الهرم من أي شكل مضلع، مثل المثلث أو رباعي الأضلاع، وأحرفها إما مستقيمة أو متدرجة.
إن أغلب كتلة الهرم تكون أقرب إلى الأرض مع وجود كتلة أقل باتجاه الهُرَيْم عند القمة. ويرجع هذا إلى الانخفاض التدريجي في مساحة المقطع العرضي على طول المحور الشاقولي مع زيادة الارتفاع. وهذا يوفر توزيعًا للوزن سمح للحضارات القديمة بإنشاء هياكل ضخمة.

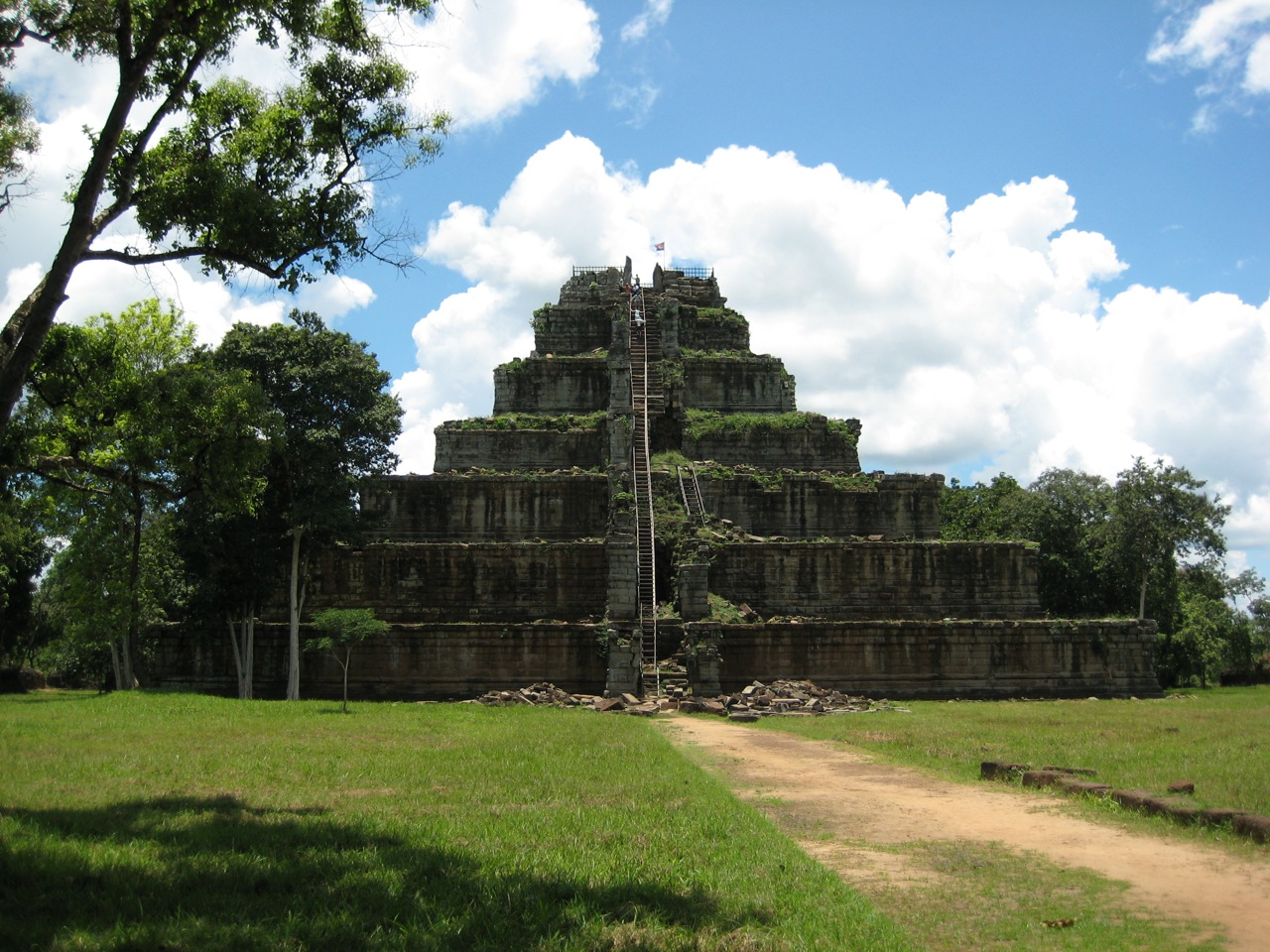
معبد پْرَاسَات تُوم في كوه كر، كمبوديا

لقد بَنَت الحضارات في العديد من أنحاء العالم الأهرامات. وأكبر هرم من حيث الحجم هو هرم خولولا الكبير في وسط أمريكا بولاية بويبلا المكسيكية. ولآلاف السنين، كانت أكبر الهياكل على الأرض أهرامات - أولاً الهرم الأحمر في مقبرة دهشور ثم هرم خوفو الكبير، وكلاهما في مصر - والأخير هو المثال الوحيد المتبقي من عجائب الدنيا السبع في العالم القديم.

## التعريف
الهرم في اللغة : مصدر هرِمَ: عكسه شباب وله عدة تعريفات مثل:
- أولاً: الهَرَم: بناء ضخم من تراث قدماء المصريين شيد من الحجارة الصُّلْبة ذو قاعدة مُربَّعة، له أربعة جُدران مثلَّثة الشَّكل تلتقي رؤسها مُكوّنة قمة الهرم (أشهرها أهرامات الجيزة).
- ثانياً: الهَرَمُ المدَرَّج تتكوّن جدرانه من مصاطب بعضها فوق بعض، ويُعَدّ هرم سقارة المدرَّج في مصر أقدم بناء ضخم من الحجر عُرف في التَّاريخ.[1]
- ثالثاً: وسيلة لتقديم البيانات، مثلاً الهَرَم السُّكَّانيّ: عرض تصويريّ لتوزيع السُّكّان بحسب العمر والجنس، تشكِّل فيه المواليد الحاليَّة قاعدة الهرم، أمّا أكبر الأعضاء سنًّا فيشكِّلون القمَّة.

## المباني الهرمية

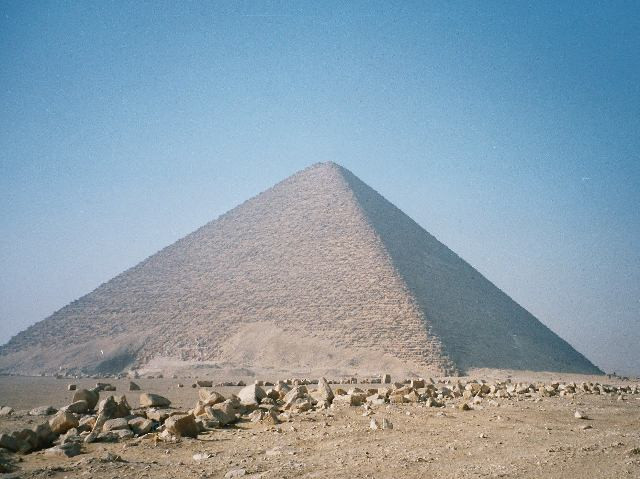
الهرم الأحمر - دهشور

المباني الهرمية منتشرة في مناطق عديدة من العالم، في مصر والمكسيك وأمريكا الجنوبية وأقدم هذه الأهرامات هرم زوسر الذي بني عام 2800 ق.م.
بنيت الأهرامات في مصر وعددها 135 هرماً اكتشفت حتى 2008 وهي تمتد غرب النيل وموازية له تقريباً من منطقة أبو رواش قرب الجيزة حتى هوارة على مشارف الفيوم. وهي بنايات ملكية بناها قدماء المصريين في الفترة من سنة 2630 ق.م. وحتى سنة 1530 ق.م. لتكون مقابر لهم ولزوجاتهم الملكات. وقد تدرج بناؤها من هرم متدرج كهرم سقارة الذي بناه الفرعون زوسر (3630 ق.م. – 2611 ق.م.) في سقارة إلى هرم كامل مستوي الأسطح كأهرامات الجيزة. وبني الملك خوفو الهرم الأكبر أحد عجائب الدنيا السبع الذي لا زال قائما يتحدى الزمن.
كانت الأهرامات المصرية مقابر للملوك والملكات، وكانت تبنى المعابد بجوارها ليساعد الكهنة الروح الملكية لتسير فيما بعد الحياة.
في المملكة القديمة (2585 ق.م. – 2134 ق.م.) كان الفنانون المصريون ينقشون باللغة الهيروغليفية على جدران حجرة الدفن للمومياء الملكية نصوصاً عبارة عن تعليمات وتراتيل يقومون بتلاوتها أمام الآلهة وتعاويذ لتحرسه في ممره لما بعد الحياة، عرفت هذه النصوص بنصوص الأهرام (Pyramid Texts). وإبان عصر هذه المملكة القديمة بنيت الأهرامات الكبيرة من الحجر لكن مع مرور الزمن قل حجمها، لأنها كانت مكلفة.
لهذا نجدها في المملكة الوسطى (2630 ق.م. – 1640 ق.م.) تبنى بالطوب اللبن من الطبن، وكانت أضلاع الأهرام الأربعة تتعامد مع الجهات الأصلية الأربعة (الشمال والجنوب والشرق والغرب).
شيدت معظم الأهرامات بالصحراء غربي النيل بحيث تغرب الشمس من خلفها، لأن قدماء المصريين كانوا يعتقدون أن روح الملك الميت تترك جسمه لتتجول بالسماء مع الشمس كل يوم، وعندما تغرب الشمس تعود الروح الملكية لمقبرتها بالهرم لتجدد نفسها. وكانت مداخل الأهرامات في وسط الواجهة الشمالية من الهرم، ويرتفع مدخل الهرم الأكبر 17 متراً من فوق سطح الأرض حيث يؤدي لممر ينزل لغرفة دفن الملك.
تغير تصميم الأهرامات مع الزمن، لكن مدخلها ظل يقام جهة الشمال ليؤدي لممر ينزل لأسفل وأحياناً يؤدي لغرفة دفن الملك التي كانت تشيد في نقطة في مركز قاعدة الهرم، أحياناً كانت تقام غرف مجاورة لغرفة الملك لتخزبن مقتنياته والأشياء التي سيستخدمها في حياته الأخروية ومن بينها أشياء ثمينة، مما كان يعرضها للنهب والسرقة. وكان الهرم يبني حوله معابد وأهرامات صغيرة داخل معبد للكهنة وكبار رجال الدولة، وكان متصلاً بميناء على شاطئ نهر النيل ويتصل به عدة قنوات، وكان يطلق عليه معبد الوادي الذي كان موصولاً بالهرم بطريق طويل مرتفع ومسقوف للسير فيه، وكان هذا الطريق يمتد من الوادي خلال الصحراء ليؤدي لمعبد جنائزي يطلق عليه معبد الهرم وكان يتصل بمركز الواجهة الشرقية للهرم الذي كان يضم مجموعة من الأهرامات من بينها أهرامات توابع وأهرامات الملكات، وكانت هذه الأهرامات التوابع أماكن صغيرة للدفن ولايعرف سرها، وكان بها تماثيل تمثل ك(روح) الملك. وكانت أهرامات الملكات صغيرة وبسيطة وحولها معابد صغيرة وكانت مخصصة لدفن زوجاته المحببات له. ويطلق على هرم الملك خوفو الهرم الأكبر حيث يقع في الصحراء غرب الجيزة في مصر وبجواره هرما الملك خفرع (ابن خوفو) والملك منقرع (حفيد خوفو)، وكانت طريقة الدفن قد بدأت لدى قدماء المصريين من المقابر قديماً إلى الأهرامات ما بين سنة 2920 ق.م. إلى سنة 2770 ق.م. ومنذ عام 2770 ق.م. – 2649 ق.م. كان الملوك يدفنون في بلدة أبيدوس في قبور عبارة عن جدران من الطوب فوقها مصطبة من الرمل وفي سنة 2649 ق.م. حتى سنة 2575 ق.م. كان الملوك يدفنون تحت مصطبة من الطوب اللبن، لكن الملك زوسر الذي حكم من سنة 2630 ق.م. حتى 2611 ق.م. بني هرمه المدرج بسقارة وهو عبارة عن مصطبة مربعة مساحتها كبيرة ويعلوها مصاطب متدرجة المساحة مكونة هرما يعلوها ويتكون من 6 مصاطب، وقد صممه الوزير المعماري أمنحتب. ثم أخذ الملوك يبنون مصاطبهم من الحجارة. وأول من بنى هرماً حقيقياً كان الملك سنفرو في بلدة دهشور ما بين سنتي 2465 ق.م. و2323 ق.م. وأخذت الأهرامات الملكية لا يهتم ببنائها جيداً. وفي عهد المملكة الحديثة 1550 ق.م. – 1070 ق.م. لم يعد ملوكها يدفنون في الأهرامات ونقلوا موقع مقابر الدفن في وادي الملوك حيث عاصمتهم الجديدة الأقصر (طيبة).
وكان الشكل الهرمي قد أقيم في بلاد ما بين النهرين والمايا بالمكسيك وأمريكا الوسطى. وفي بلاد ما بين النهرين ظهرت الزقورات (الزجورات ziggurat). ولقد اكتشفت الأهرامات الجنائزية المتدرجة بإقليم التاي (الطاي Altai) بسيبيريا وترجع للقرن الرابع ق.م. وكان الرومان قد أقاموا مقابر هرمية صغيرة أشهرها هرم سيستيس Cestius (ق.م. – 12 ق.م.) بروما وقد بني من الخرسانة وواجهته مبطنة بالرخام وارتفاعه 35 مترا وفيه بداخله مقبرة.

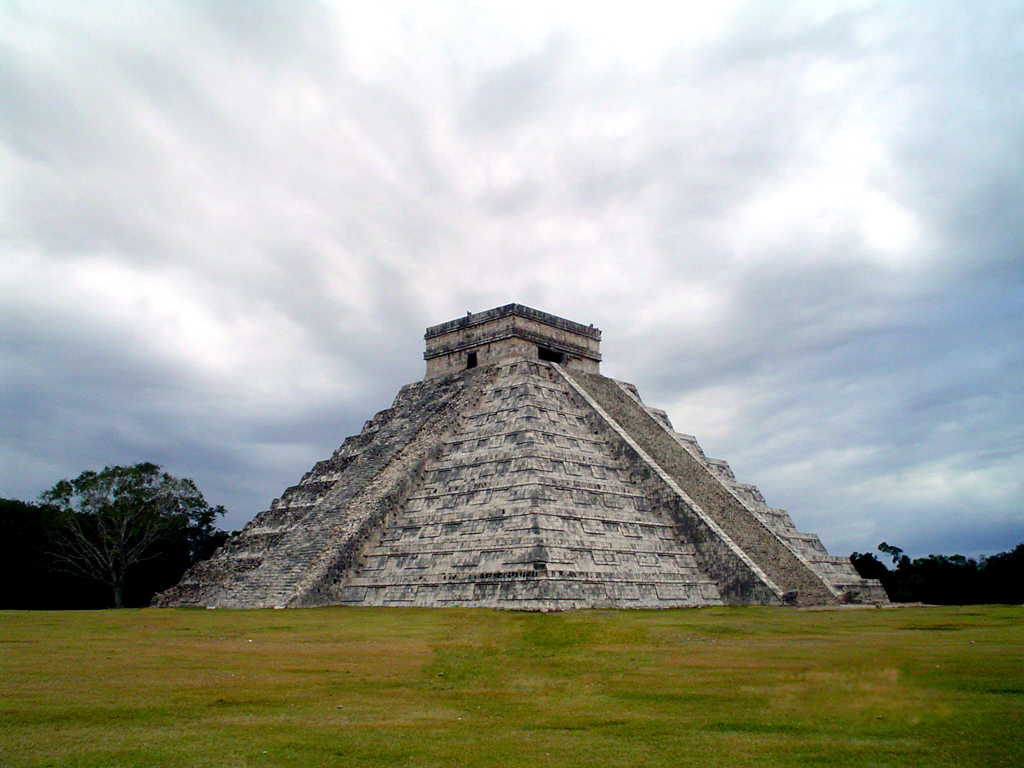
أهرامات أمريكا الوسطى

واشتهرت أمريكا الوسطي ببناء الأهرامات المدرجة كما في حضارات المايا والإنكا والأزتك. وكانت المايا تمارس عادة التضحية فوق الأهرامات الحجرية المشيدة في ساحات الاحتفالية الدينية وكان يلحق بها سلالم مدرجة تؤدي للمعبد فوق بناية الهرم حيث يوجد المذبح، وكان يعتبر المعبد بيت راحة للإله، وكان مزخرفاً بالنقش الغائر أو مرسوماً بتصميمات وأشكال متقنة، وهو مغط ببلاطة حجرية رأسية منقوشة أيضاً، يطلق عليها عرف السقف roof comb، وواجهة المعبد مزينة بنتواءات لأقواس حجرية corbeled arches مميزة، وكان كل قوس يشيد من الحجر، وكل حجرة كانت تمتد وراء الحجرة التي تحتها، وجانباً القوس كان يرتبطان بحجر العقد keystone فوقهما، وكان أمام المذبح يطلق دخان البخورالذي كان يحرق في مباخر فخارية. وكان المتعبدون يقدمون العطايا من الذرة والفاكهة وطيور الصيد والدم الذي كان المتعبد يحصل عليه بثقب شفتيه أو لسانه أو عضوه التناسلي بمخراز، وللتكريم الاسمي كان المايا يقدمون الضحايا البشرية من الأطفال والعبيد وأسرى الحرب، وكان الضحية يدهن باللون الأزرق وكان يقتل فوق قمة الهرم في احتفالية طقوسية بضربه بالسهام حتى الموت أو بعد تكتيف (وثوق) الساعدين والساقين بينما الكاهن يشق صدره بسكين مقدس من حجر الصوان لينتزع القلب ليقدم كقربان. وكان القادة من الأسرى يقدمون كضحية بعد قتلهم بالبلط وسط مراسم من الطقوس وفي سنة 800 ق.م. بني الأولمك الهرم الأكبر حوله الأفنية، كما بنوا أهرامات صغيرة تقع على محور الشمال والجنوب (نفس المحور التي كانت تقع عليه الأهرامات الفرعونية)، وكانت قمم الأهرامات تتوج بالمعابد سواء في كوبان أو تيكال أو يوكاتان أو باليثك، وهذه كلها مدن ومراكز دينية هامة، وهذه المواقع لم تكن محصنة أو محمية، لأن البلاد كانت تعيش في سلام، وكان حولها الأفنية ليعيش فيها الكهنة وكبار رجال المدينة، ولقد بنيت الأهرامات المكسيكية في المكان المقدس على بعد 30 ميل شمال شرق مدينة نيومكسيكو، وكان يطلق الأزتك على مكان الهرم أرض الآلهة، وعمر هذه الأهرامات يقل 2000 عن أهرامات قدماء المصريين، وتتميز ببناء المعابد فوقها، وهذه الأهرامات تقع على خط واحد كالأهرامات في مصر، وهناك طريق الموتى وعلى جانبيه مقابر الملوك القدماء، وينتهي ببناية هرم القمر وارتفاعه 40 متراً، وأكبر هذه الأهرامات هرم الشمس الذي يرتفع 72 متراً وقاعدته 130 متراً لكل جانب، ويتدرج من نهاية طريق الموتى 340 مصطبة. ونحو هرم الشمس يوجد كهف يصل عمقه إلى 110 متراً ليصل تحت مركز قاعدة الهرم عكس الهرم الأكبر بالجيزة، فمشيد رأسياً بكتل حجرية مركلة فوق بعضها بطريقة هندسية. وفي بيرو بنيت الأهرامات في مطلع القرن الأول إبان الحضارة البيرونية وكانت أهرامات ضخمة متفرقة على الساحل.

## معرض صور

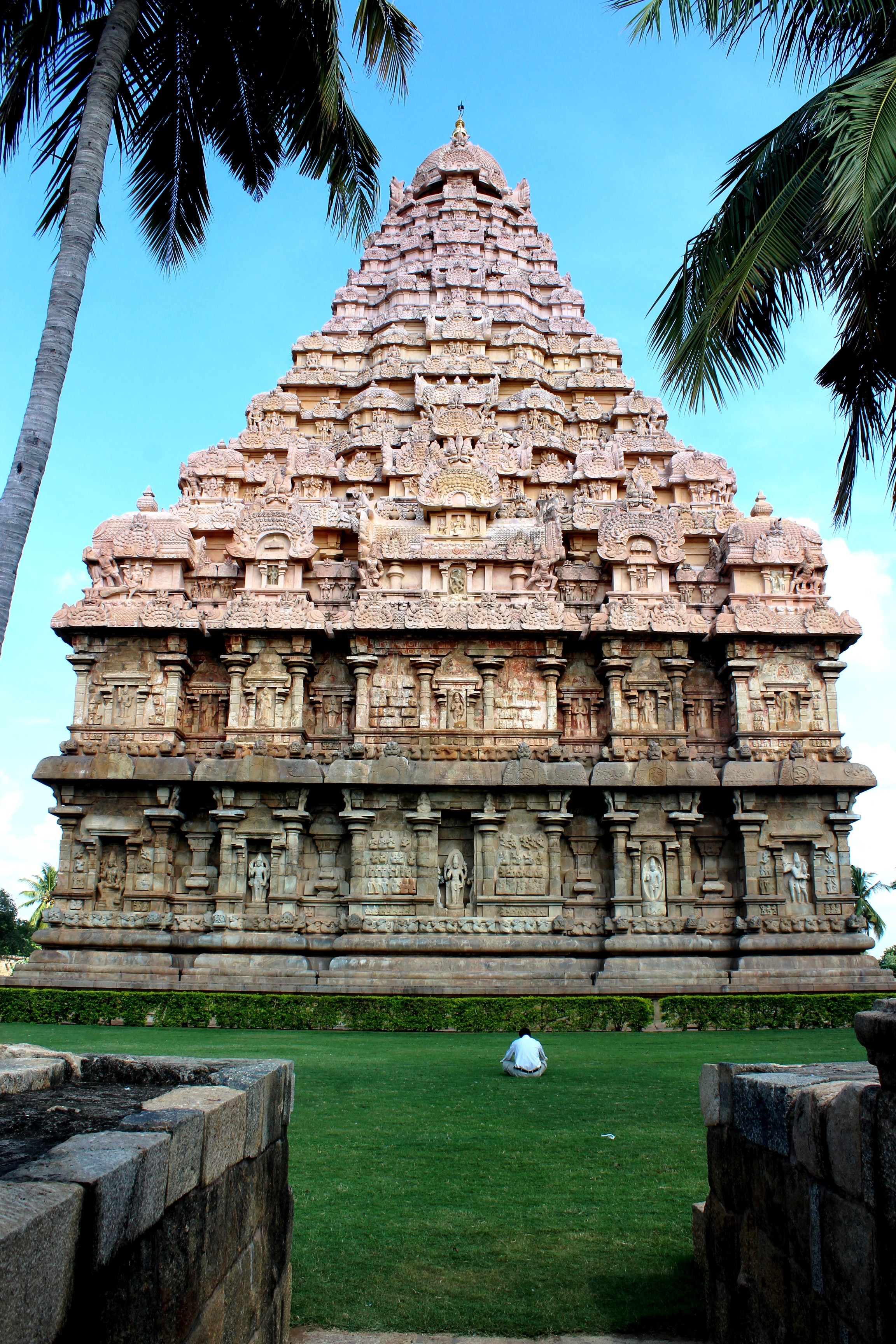
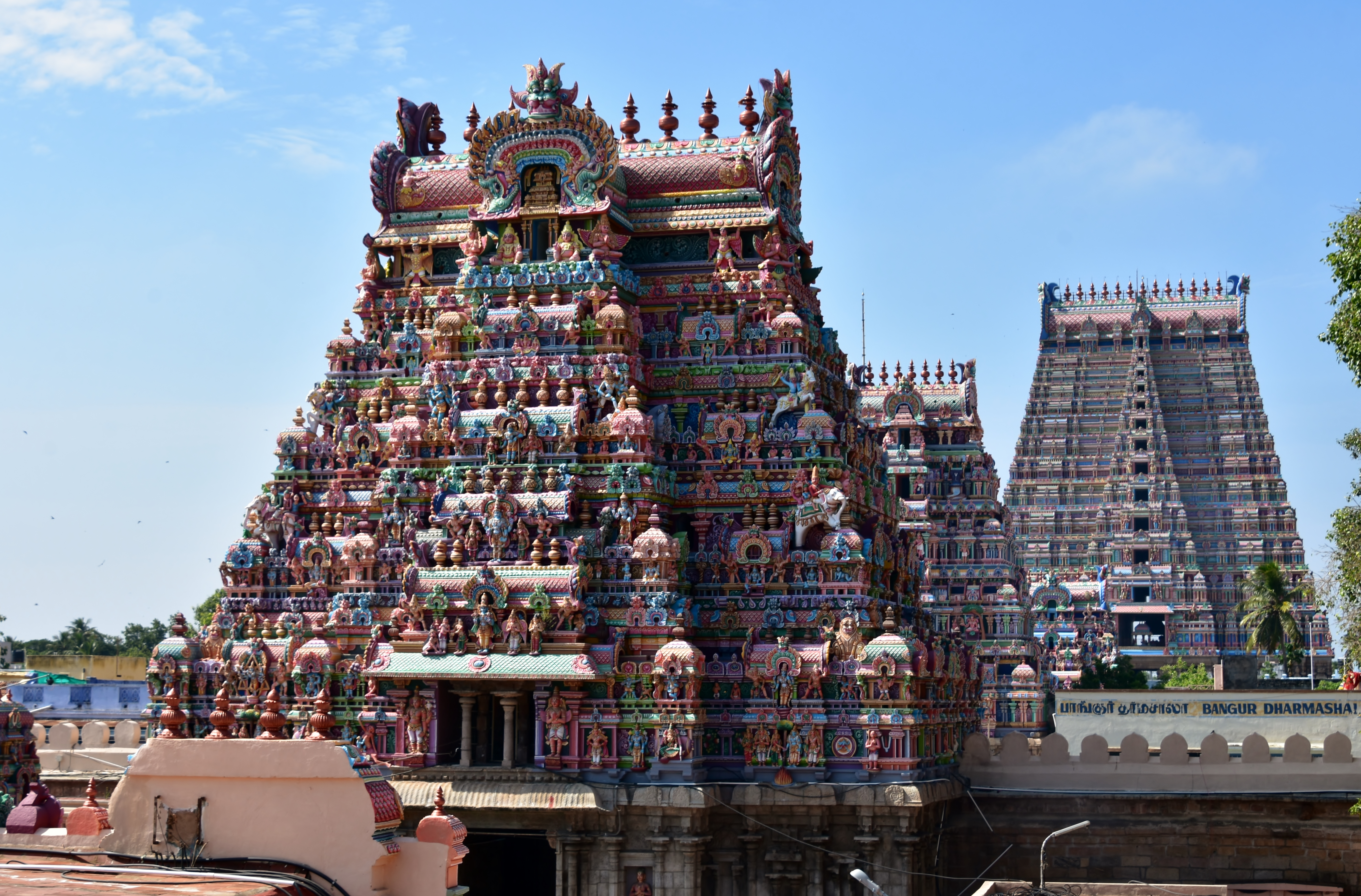
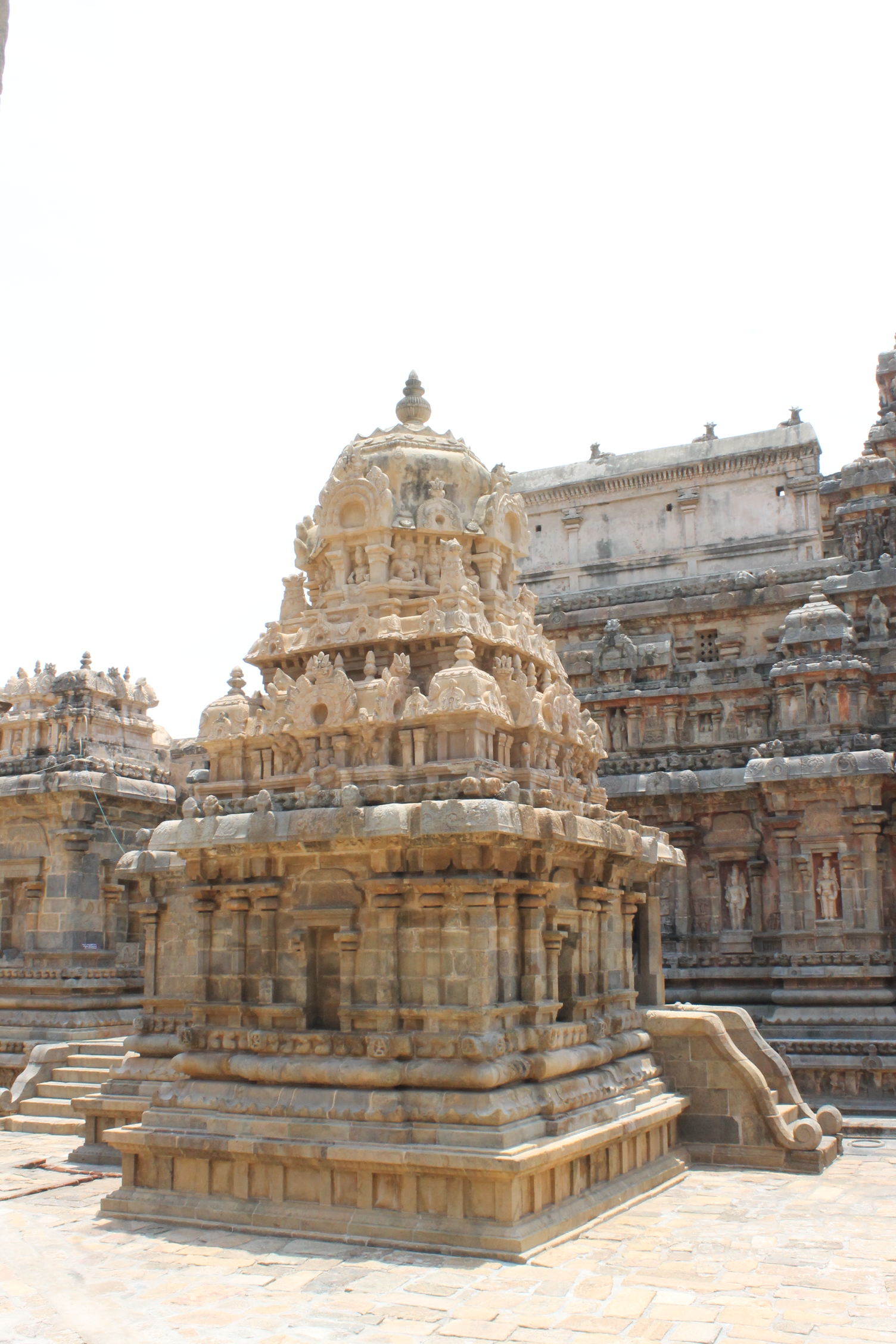
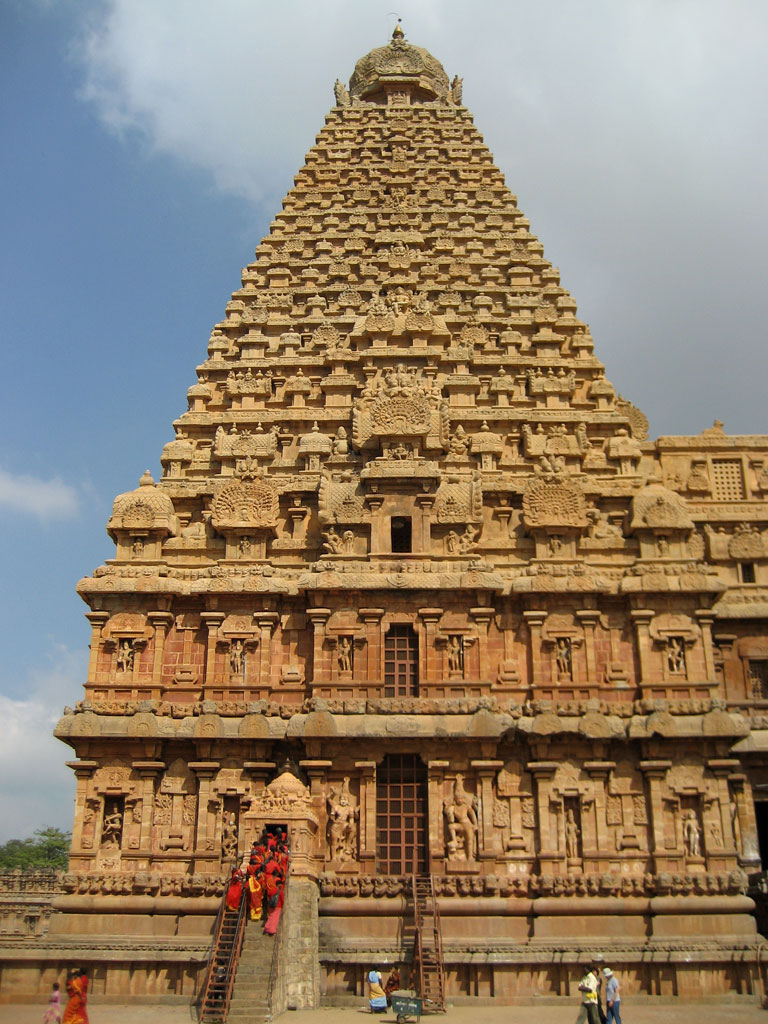

## مواضيع ذات صلة

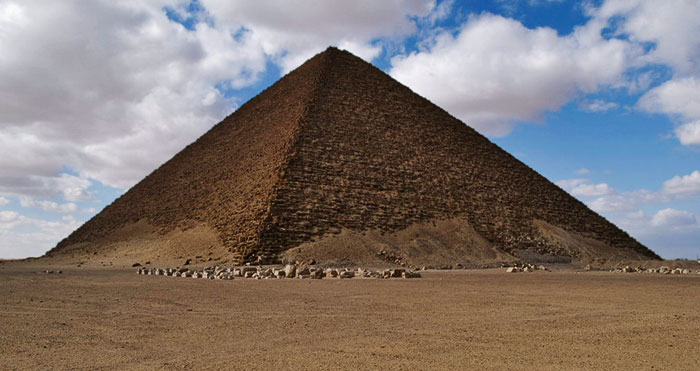
أحد أهرامات مصر

- سطح هرمي
- أهرامات الجيزة
- أهرام أبو صير
- أهرام النوبة
- أهرامات الأزتك
- أهرامات مكسيكية
- هرم هوارة